# Vicoli
Vicoli là một đô thị thuộc tỉnh Pescara trong vùng Abruzzo của Ý. Ý. Đô thị này có diện tích 9 km², dân số năm 2001 là 445 người. Các làng trực thuộc: De Contra, Vicoli Vecchio.
Các đô thị giáp ranh gồm: Brittoli, Carpineto della Nora, Civitaquana, Civitella Casanova.